# 60e cérémonie des David di Donatello
La 60e cérémonie des David di Donatello s'est déroulée le 15 juin 2015 et a récompensé les films italiens sortis en 2014.

## Palmarès
- Meilleur film : Les Âmes noires de Francesco Munzi
  - Hungry Hearts de Saverio Costanzo
  - Leopardi : Il giovane favoloso de Mario Martone
  - Mia madre de Nanni Moretti
  - Torneranno i prati d'Ermanno Olmi
- Meilleur réalisateur : Francesco Munzi pour Les Âmes noires
  - Ermanno Olmi pour Torneranno i prati
  - Mario Martone pour Leopardi : Il giovane favoloso
  - Nanni Moretti pour Mia madre
  - Saverio Costanzo pour Hungry Hearts
- Meilleur réalisateur débutant : Edoardo Falcone pour Tout mais pas ça ! (Se Dio vuole)
- Meilleur acteur : Elio Germano pour Leopardi, Il giovane favoloso
- Meilleure actrice : Margherita Buy pour Mia madre
- Meilleur acteur dans un second rôle : Carlo Buccirosso pour Noi e la Giulia
- Meilleure actrice dans un second rôle : Giulia Lazzarini pour Mia madre
- Meilleur scénario : Francesco Munzi, Fabrizio Ruggirello, Maurizio Braucci pour Les Âmes noires
- Meilleur producteur : Luigi Musini, Olivia Musini  pour Les Âmes noires
- Meilleur décorateur : Giancarlo Muselli pour Leopardi, Il giovane favoloso
- Meilleur créateur de costumes : Ursula Patzak pour Leopardi, Il giovane favoloso
- Meilleur maquilleur : Maurizio Silvi pour Leopardi, Il giovane favoloso
- Meilleur coiffeur :  Aldo Signoretti, Alberta Giuliani pour Leopardi, Il giovane favoloso
- Meilleur directeur de la photographie : Vladan Radovic pour Les Âmes noires
- Meilleur monteur : Cristiano Travaglioli pour Les Âmes noires
- Meilleurs effets visuels : Le Garçon invisible
- Meilleure chanson originale : Giuliano Taviani, pour la chanson Anime nere extraite du film Les Âmes noires
- Meilleure musique : Giuliano Taviani pour Les Âmes noires
- Meilleur film de l'Union européenne : Une merveilleuse histoire du temps de James Marsh
- Meilleur film étranger : Birdman de Alejandro González Iñárritu
- Meilleur film documentaire : Belluscone. Una storia siciliana de Franco Maresco